# إنتل 80376
إنتل 80376,

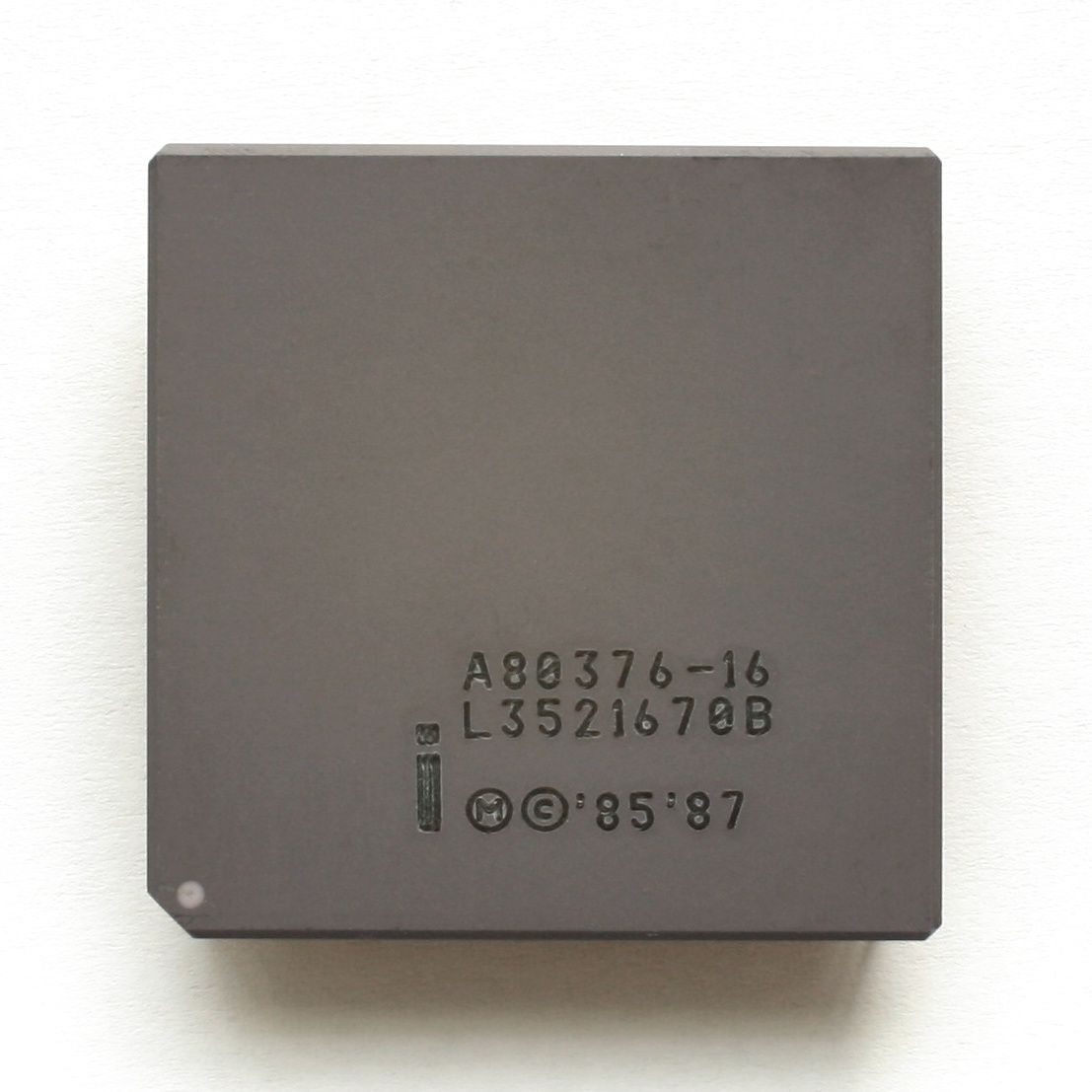
إنتل i376.

ظهر هذا المعالج 16 يناير 1989، وهو البديل للمعالج إنتل 80386SX للأنظمة المدمجة. وبعكس الـ 80386 فهو لا يدعم الوضع الحقيقي (real mode) حيث يقلع المعالج مباشرة إلى الوضع الآمن، كما انة لا يدعم عملية الـ paging لوحدة إدارة الذاكرة. كان معالج 80376 متوفر بنوعين 16 أو 20 MHz.
وتم استبدالة بخلفه الناجح 80386EX عام 1994 والذي تم إيقاف تصنيعه في 15 يونيو 2001.